# Batalla de Catraeth
La batalla de Catraeth se libró en torno al año 600 entre una fuerza reclutada por los gododdin, un pueblo britano del Hen Ogledd, el 'Viejo Norte' de Britania, y los anglos de los reinos de Bernicia y Deira. Los gododdin intentó tomar la fortaleza angla de Catraeth, probablemente la actual Catterick, en Yorkshire del Norte con una fuerza compuesta por hombres de todo el Hen Ogledd, incluso de lugares tan lejanos como Gwynedd, en el norte de Gales, o Pictavia. La batalla fue desastrosa para los britanos, casi todos murieron y la derrota se conmemora en el famoso poema Y Gododdin, atribuido a Aneirin.

## La batalla
En su Canu Aneirin Ifor Williams interpreta mynydawc mwynvawr en el texto de Y Gododdin para referirse a una persona, Mynyddog Mwynfawr en galés moderno. Mynyddog, en la lectura de Williams, era el rey Gododdin, con su sede en Din Eidyn (moderno Edimburgo). Alrededor del año 600 Mynyddog reunió a unos trecientos guerreros de todo el mundo britano y celebró con ellos festejos en Din Eidyn durante todo un año, preparándose para la batalla, después de lo cual decidieron atacar Catraeth, lugar que tanto Williams como Thomas Stephens identifican con Catterick en Yorkshire del Norte, entonces en manos anglosajonas. Se enfrentaron a un gran ejército formado por los reinos de Deira y Bernicia.
En la época esta parte del norte de Inglaterra y sur de Escocia era territorio de los votadini, antepasados de los gododdin. Hacia el año 600 los anglos habían formado los importantes reinos de Deira y Bernicia, que posiblemente fueron originalmente gobernado por britanos.[cita requerida] Como tal, la batalla de Catraeth puede haber sido un intento de hacer retroceder la expansión anglosajona. En algún momento después de la batalla, los anglos absorbieron[cita requerida] el reino de Gododdin y lo incorporaron a Northumbria.

## Ficción histórica
La batalla de Catraeth ha aparecido en algunas obras modernas de la ficción. John James utilizó Y Gododdin como base para su novela Men went to Cattraeth, publicada originalmente en 1969. La novela de Rosemary Sutcliff para adultos jóvenes The Shining Company (1990) cuanta la historia de la batalla de Catraeth desde el punto de vista de Prosper, portaescudos de uno de los guerreros del rey Mynyddog de Gododdin. Richard J. Denning, en su novela de 2010, The Amber Treasure narra la historia desde el punto de vista de un joven anglosajón, Cerdic. En la novela de Nicola Griffith Hild (2014), uno de los personajes principales, Cian, con frecuencia se refiere a la narración épica y a los héroes a los que aspira a parecerse.